# Elena Cases i Rodríguez
Elena Cases i Rodríguez   (Barcelona, 1993) és una psiquiatra i escriptora catalana.

## Obra publicada
- Jo vull que m'acariciïs.  Barcelona: Editorial La Plana, 2013. ISBN 978-84-15336-21-1.
- Lapislàtzuli.  Vilanova i la Geltrú: El Cep i la Nansa, 2021. ISBN 978-84-18522-01-7.[2]